# Ziehl-Abegg
Die Ziehl-Abegg SE (eigene Schreibweise ZIEHL-ABEGG SE, bis 2013 Ziehl-Abegg AG) ist ein deutscher Hersteller von Ventilatoren für Luft- und Klimatechnik sowie Antriebsmotoren für Aufzüge. Der Hauptsitz des Unternehmens befindet sich in Künzelsau im Hohenlohekreis. Zur Gruppe gehören S. E. Ziehl-Abegg, Künzelsau (Hauptsitz), Ziehl-Abegg Automotive GmbH & Co. KG, Künzelsau
und alle internationalen Tochtergesellschaften der SE.

## Geschichte

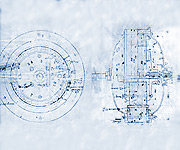
Erste Konstruktionszeichnung eines Außenläufermotors

1897 entwarf und baute Emil Ziehl den ersten Außenläufermotor. Mit diesem Produkt und bereits vorher realisierten zahlreichen weiteren neuen elektrotechnischen Vorrichtungen (z. B. ein kardanisch aufgehängter Kreiselkompass), die er alle patentieren ließ und die Patente verkaufen konnte, hatte Ziehl ausreichend Kapital angesammelt. Er gründete am 2. Januar oder Juni 1910 zusammen mit dem Schweizer Ingenieur Eduard Abegg die Ziehl-Abegg Elektrizitäts-Gesellschaft m.b.H. Der Firmensitz wurde in die von Ziehl aufgekauften Roland-Werke in Weißensee, An der Industriebahn 12–18, gelegt. Die Landgemeinde Weißensee wurde 1920 Teil des Berliner Bezirks Weißensee. Ziehl hatte große Hoffnungen in Abegg gesetzt, der für das Unternehmen Windkraftanlagen entwickeln sollte.

Altes Firmenlogo

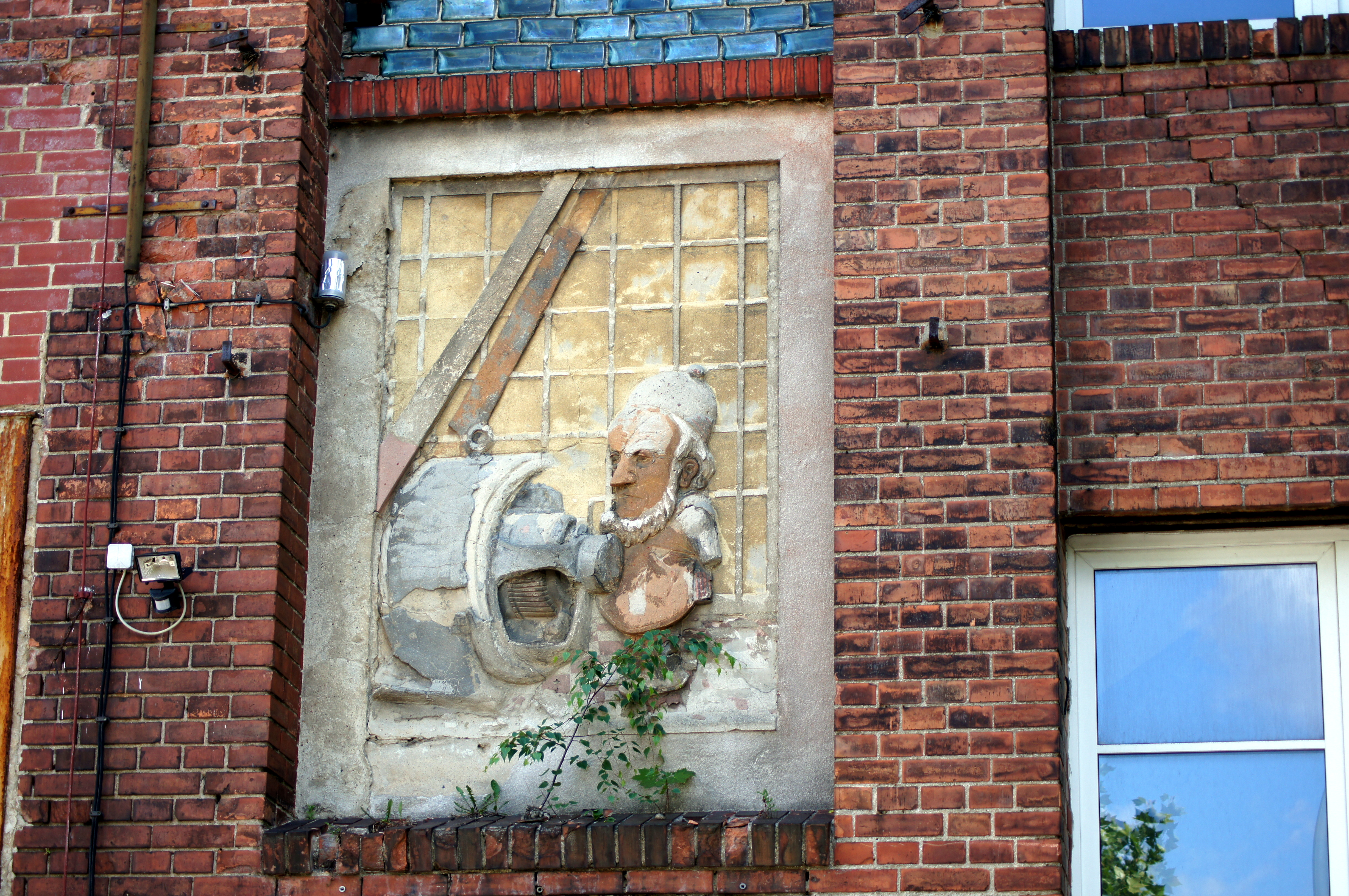
Menzel-Relief am früheren Ziehl-Abegg-Standort Berlin-Weißensee

Nachdem das Firmenlogo (ein Blitz-Z auf einem Berg-A) bereits in Umlauf gebracht worden war, stellte sich heraus, dass Abegg die versprochenen Finanzmittel nicht aufbringen konnte und das eingebrachte Windmotorenpatent zudem untauglich war. Abegg schied daher im gleichen Jahr wieder aus dem Unternehmen.
Zur Dekoration an der Klinkerfassade des Produktionsgebäudes hatte Emil Ziehl zunächst ein Mädchen mit Katze entworfen. Dieses Reklamebild ersetzte er jedoch durch die Darstellung eines großen Elektromotors, vor dem eine zwergenhafte Figur steht. Diese trägt deutliche Merkmale von Adolph Menzel, weswegen ein Heimatkundeverein diesen identifizierte. Es handelt sich um eine plastische und aufgemalte Darstellung in einem Fenster oberhalb des Gebäudeeingangs.
Nachdem Emil Ziehl 1939 verstorben war, übernahmen die Söhne die Fabrik. Während des Zweiten Weltkriegs verrichteten italienische Militärinternierte Zwangsarbeit bei Ziehl-Abegg in Weißensee. Gegen Ende des Krieges wurden die dortigen Industrieanlagen bombardiert, doch die Konstruktionszeichnungen der Produkte wurden gerettet und von den Söhnen nach Westdeutschland geschmuggelt.
Die noch intakt gebliebenen Werksanlagen wurden nach der deutschen Kapitulation 1945 auf Befehl der Sowjetischen Militäradministration in Deutschland (SMAD) demontiert und in die Sowjetunion als Reparationsleistung verbracht. In Westdeutschland wurde das Unternehmen ab 1949 in der Künzelsauer Schlossmühle durch die Brüder Günther und Heinz Ziehl wieder aufgebaut. Die Immobilie in Berlin hatten die Ziehls aufgegeben; in der DDR-Zeit etablierte sich hier ein neues Motorenwerk.

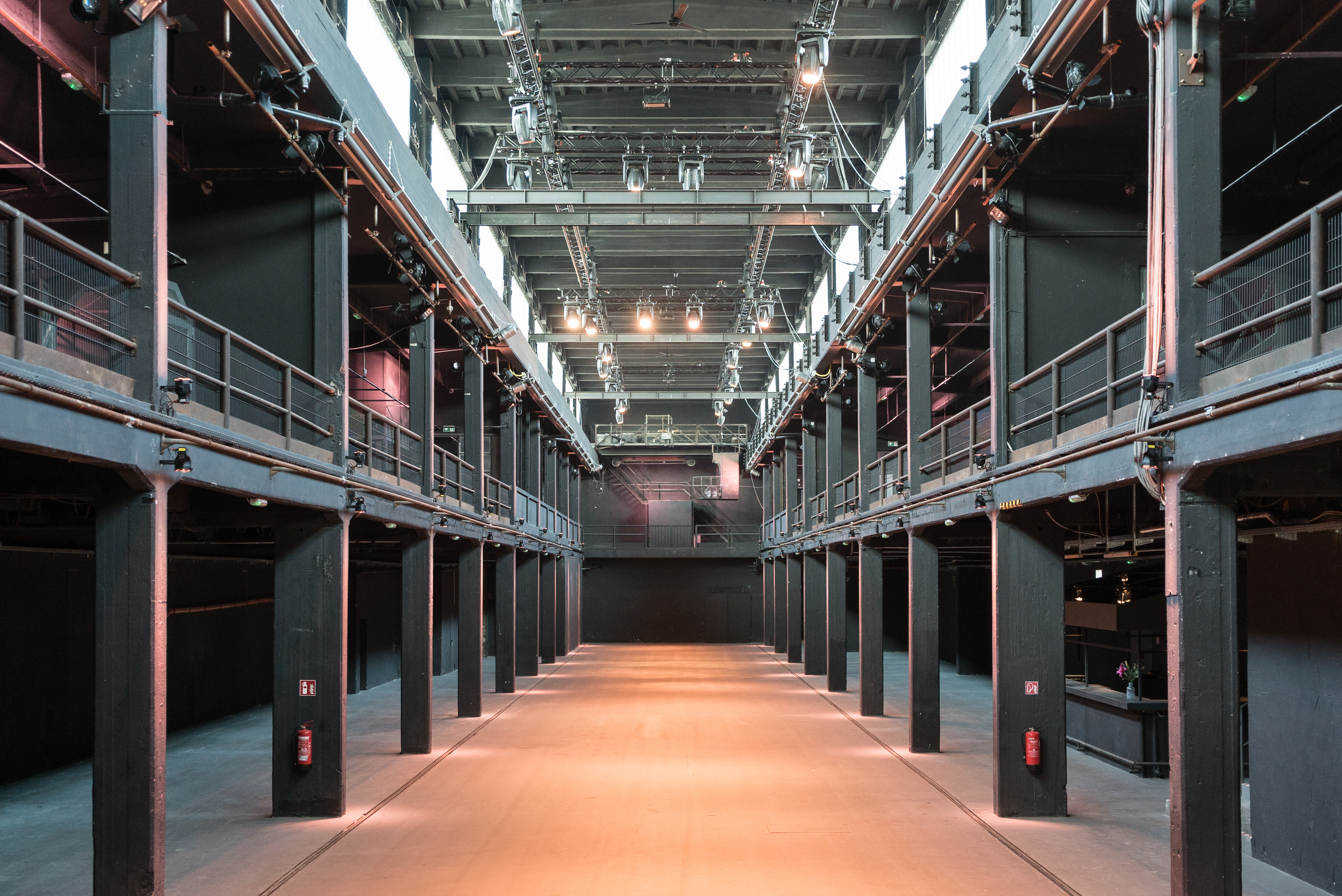
Frühere Produktionshalle in Berlin-Weißensee, 2016

1960 begann in Künzelsau die Produktion eines Außenläufermotors als Ventilatorantrieb. 1973 war der Beginn der Internationalisierung und 2001 folgte die Umwandlung in eine Aktiengesellschaft in Familienbesitz.
Vertriebsniederlassungen bestehen in Polen, China, Russland, USA, Tschechien, Schweden, Großbritannien, Finnland, Frankreich, Italien, Australien, Singapur, Schweiz, Österreich, Ukraine, Spanien, Benelux, Südafrika, Japan, Türkei, Indien und Brasilien.
Die Gründer mehrerer Wettbewerber (Gebhardt, ebm-papst, Rosenberg Ventilatoren) waren vor der jeweiligen Gründung einer eigenen Firma bei Ziehl-Abegg angestellt. Wilhelm Gebhardt war zuvor in der Entwicklung bei Ziehl-Abegg beschäftigt, und Karl Rosenberg war im Vertrieb bei Ziehl-Abegg beschäftigt, bevor er 1981 sein eigenes Unternehmen gründete.
Durch sehr erfolgreiches Social Media Marketing auf der Kurzvideoplattform TikTok konnte Ziehl-Abegg innerhalb kürzester Zeit mehr als 80.000 Follower generieren (Stand Feb 2022). Manche der Videoclips wurden millionenfach geschaut. So gelang es dem Unternehmen auch eine große Bekanntheit außerhalb ihres Nischenmarktes und ihrer Region aufzubauen.

## Produkte
In der Lufttechnik werden Axial- und Radialventilatoren mit einem Durchmesser von 190 bis 1400 mm sowie Motoren und darauf abgestimmte Regeltechnik hergestellt. Beispiele für die Einsatzgebiete sind u. a. die Wärme-, Kälte- und Reinraumtechnik.
Ziehl-Abegg hat als weltweit erstes Unternehmen Ende der 1980er Jahre EC-Motoren (siehe auch Bürstenloser Gleichstrommotor) in die Lüftungstechnik eingebracht. In den 90er Jahren wurden die Rotorblätter gesichelt und 2006 mit einem bionischen Profil versehen, um die Geräuschentwicklung zu minimieren. Als erstes Unternehmen weltweit hat Ziehl-Abegg (2013) einen Bio-Ventilator entwickelt, der aus einem Bio-Polymer (Rizinusöl) besteht.
Im Bereich der Antriebstechnik werden elektrische Motoren für Aufzüge, medizinische Anwendungen wie Computertomographen und für Omnibusse entwickelt.

## Standorte

### Ziehl-Abegg SE

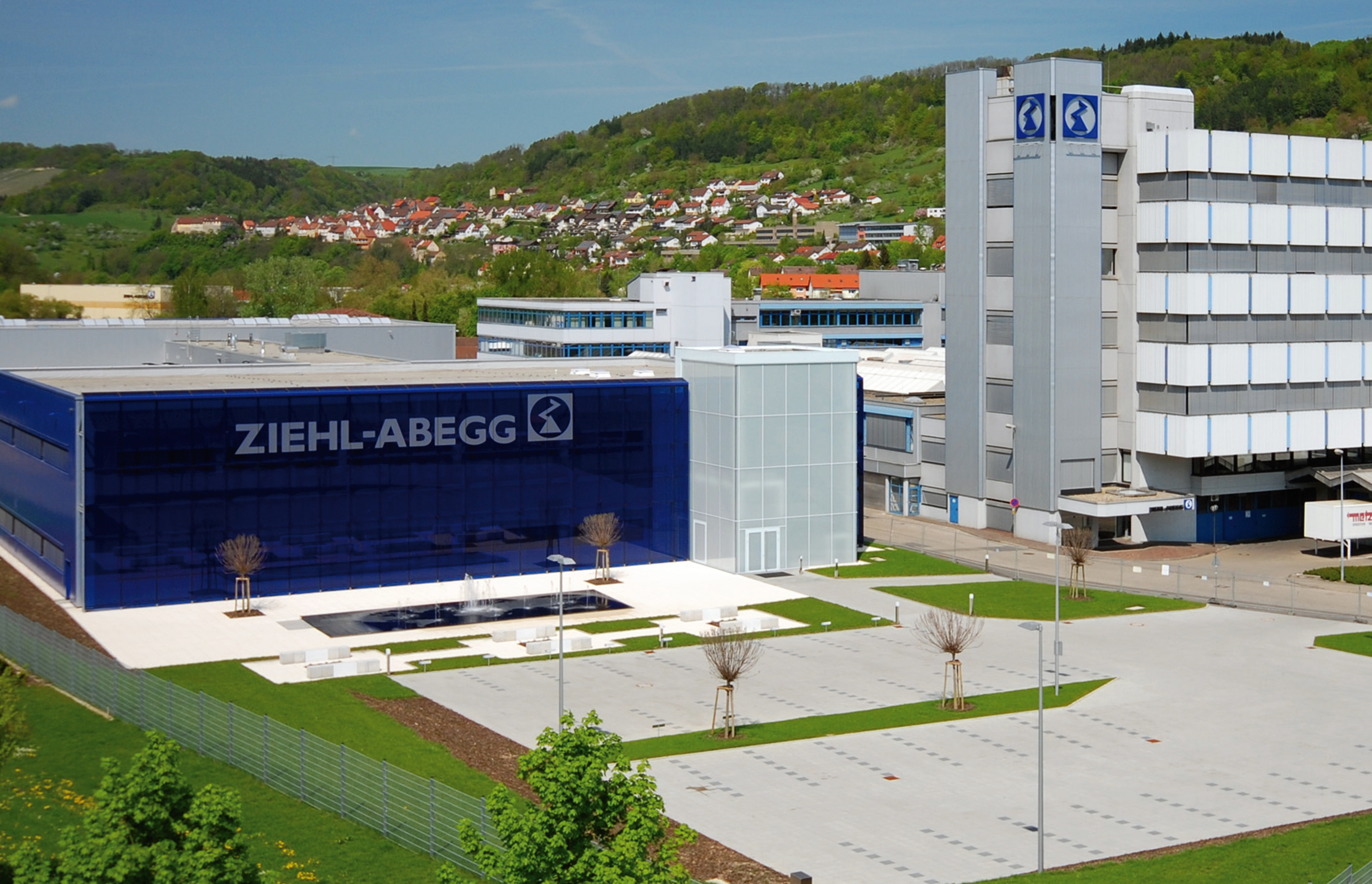
Ziehl-Abegg-Gebäude in Künzelsau

Das Stammwerk hat Standorte in der Heinz-Ziehl-Straße sowie ein Zweigwerk in der Würzburger Straße in Künzelsau. Dort betreibt das Unternehmen seit 2008 den weltgrößten kombinierten Mess- und Prüfstand für Ventilatoren.
Weitere Standorte sind Schöntal-Bieringen und zwei Produktionsbereiche in Kupferzell an der Günther-Ziehl-Straße im Gewerbepark Hohenlohe.

### Ziehl-Abegg France Sarl
Die Produktion elektrischer Motoren und kompletter Ventilatorensysteme für die Kälte- und Belüftungsindustrie befindet sich in Villieu bei Lyon in Frankreich. Dort arbeiten 118 Mitarbeiter auf einer Fläche von 10.000 m².

### Ziehl-Abegg Kft
Die Ziehl-Abegg Motor ÉS Ventillátorgyártó Kft. in Marcali (Ungarn) wurde von der Ziehl-Abegg GmbH & Co. im Dezember 1994 mit einem Stammkapital von 84.570.000 Forint gegründet. Das ungarische Unternehmen produziert lufttechnische Einrichtungen, spezielle Elektromotoren, axiale und radiale Ventilatoren und Zubehör für die Landwirtschaft, Maschinenbauindustrie, Klimaanlagen und die Kühlindustrie. Die Teile werden in drei Betrieben produziert, die Betriebsfläche beträgt insgesamt 62.000 m².

## Ausbildung und Studium
Die Ausbildungsquote beträgt bei Ziehl-Abegg annähernd 10 Prozent. Im Jahr 2014 hat die IHK Heilbronn-Franken Ziehl-Abegg als einem Pilotunternehmen das Siegel „Dualis“ für eine sehr gute Ausbildung verliehen. Bei den „Human Resource Excellence Awards“ ist Ziehl-Abegg im Dezember 2012 für seine sehr gute Willkommenskultur für ausländische Fachkräfte ausgezeichnet worden. Das Modell der dualen Ausbildung exportiert Ziehl-Abegg auch in andere Länder: 2013 startete im Werk in Ungarn die duale Ausbildung, seit 2016 gibt es dort ein duales Studium.
Auf der App TikTok gilt der Account von Ziehl-Abegg seit 2020 als Vorreiter im Bereich der Industrieunternehmen: Witzige Videos geben dort Einblick in den Firmenalltag und sind auch mit Selbstironie gespickt. Mit diesem Account hat Ziehl-Abegg 2022 gleich in zwei Kategorien beim Deutschen Preis für Onlinekommunikation den ersten Platz erzielt.

## Auszeichnungen (Auswahl)
- 2025: Best Managed Companies Award[26]
- 2024: Manufacturing Excellence Award für herausragendes Qualitätsmanagement, Werk Elektronik Künzelsau.[27][28]
- 2024: Best Managed Companies Award[29]
- 2022: German Stevie Award für Kommunikationsteam des Jahres und Brand Experience des Jahres - Business-to-Business[30][31]

## Veröffentlichungen
Walter Döring: Ziehl-Abegg, Gebhardt, Rosenberg. In: Weltmarktführer. Innovationen made in Schwäbisch Hall-Hohenlohe. Mit einem Geleitwort von Peter Altmaier und Nicole Hoffmeister-Kraut, Molino Verlag, Schwäbisch Hall und Sindelfingen 2020, S. 120–124. ISBN 978-3-9820231-5-1.

## Filme
- Im Wettlauf mit der Krise – Ventilatorenhersteller Ziehl-Abegg. Dokumentarfilm, Deutschland, 2019, 29:43 Min., Buch und Regie: Andrea Lotter, Produktion: SWR, Reihe: made in Südwest, Erstsendung: 13. Mai 2018 bei SWR Fernsehen, Inhaltsangabe von ARD, online-Video aufrufbar bis zum 23. April 2021.

- Immer unter Strom – Die Firma Ziehl-Abegg in Künzelsau. Dokumentarfilm, Deutschland, 2018, 29:40 Min., Buch und Regie: Lothar Zimmermann, Produktion: SWR, Reihe: made in Südwest, Erstsendung: 7. März 2018 bei SWR Fernsehen, Inhaltsangabe von ARD, online-Video aufrufbar bis zum 10. Juni 2020.

- Türen auf: Wie funktioniert ein Elektromotor? Kinderwissenssendung, Deutschland, 2016, Buch und Regie: Peter Lemper, Erstsendung: 18. September 2016, Redaktion: Sendung mit der Maus. Moderatorin Malin Büttner und Vorstandsvorsitzender Peter Fenkl erklären im Werk ZA Kupferzell, die Funktionsweise eines Elektromotors.[32] Online-Video in der ARD-Mediathek.